# Victoria and Albert (Schiff, 1855)
Die Victoria and Albert war wie ihre Vorgängeryacht eine dampfgetriebene Yacht mit seitlichen Schaufelrädern. Sie hatte eine Gesamtlänge von 120 m (360 Fuß). Der Stapellauf erfolgte am 16. Januar 1855. Ihre Dienstzeit als Königlichen Staatsyacht für den herrschenden Monarchen dauerte von 1855 bis zum Jahr 1900. 
Königin Victoria stellte die Yacht 1860 der österreichischen Kaiserin Elisabeth von Österreich-Ungarn für deren Reise von Ostende nach Madeira zur Verfügung.
Das Schiff war der Royal Navy unterstellt und wurde von ihr betrieben. Die Victoria and Albert war bei einer Wasserverdrängung von 2.470 Tonnen mehr als doppelt so groß wie die alte Staatsyacht. Sie erreichte mit ihren Schaufelrädern eine maximale Reisegeschwindigkeit von 15 Knoten. Die Mannschaftsstärke betrug 240 Mann.
Victoria and Albert wurde nach Ende ihrer Dienstzeit im Jahr 1904 abgewrackt.